# Jogos Paralímpicos de Inverno de 2018

Os Jogos Paralímpicos de Inverno de 2018, ou oficialmente XII Jogos Paralímpicos de Inverno, foi um evento multiesportivo organizado pelo Comitê Paralímpico Internacional entre 9 a 18 de março. O processo de candidatura se iniciou em 2009 e as cidades de Annecy (França), Munique (Alemanha) e o condado de PyeongChang (Coreia do Sul) apresentaram candidaturas
Durante a 123ª Sessão do Comitê Olímpico Internacional, realizada em Durban, na África do Sul, em 6 de julho de 2011, PyeongChang foi eleita a cidade-sede.
PyeongChang ganhou o processo em sua terceira tentativa, perdendo anteriormente para Vancouver, no Canadá, e Sóchi, na Rússia.Esta foi a primeira vez que os Jogos Paralímpicos de Inverno e a segunda vez em que os Jogos Paralímpicos foram realizados em solo coreano; os Jogos Paralímpicos de Verão de 1988 foram realizados em Seul. Pyeongchang foi a segunda cidade asiática a sediar o evento após Nagano,no Japão. Serão os primeiros Jogos Paralímpicos de Inverno a serem realizados em um resort desde 1992.

## Processo de candidatura
PyeongChang, na Coreia do Sul, foi escolhida como sede dos Jogos Olímpicos de Inverno de 2018 pelo Comitê Olímpico Internacional por meio de votação e recebeu um total de 63 votos, contra 25 de Munique e 7 de Annecy.
| 123ª Sessão Comitê Olímpico Internacional 6 de julho de 2011, em Durban, África do Sul. |               |           |
| Cidade                                                                                  | CON           | 1ª Rodada |
| PyeongChang                                                                             | Coreia do Sul | 63        |
| Munique                                                                                 | Alemanha      | 25        |
| Annecy                                                                                  | França        | 7         |

## Esportes
O programa das Paralímpiadas de Inverno de 2018,foi composto de 80 eventos no total,a serem disputados em 6 esportes paralímpicos.A novidade será o desmembramento do snowboarding que foi um evento do esqui alpino em 2014 e agora fará parte do programa como esporte separado,com isso oito novos eventos foram adicionados ao esporte.Os eventos dos demais esportes foram praticamente os mesmos que foram disputados quatro anos antes.
- Biatlo  (12)
- Curling em cadeira de rodas  (1)
- Esqui alpino  (30)
- Esqui cross-country  (20)
- Hóquei sobre trenó  (1)
- Snowboard  (10)

## Calendário
| ● | Cerimônia de Abertura | ● | Competições | ● | Finais | ● | Cerimônia de Encerramento |

| Маrço                       | Маrço                       | 9 | 10 | 11 | 12 | 13 | 14 | 15 | 16 | 17 | 18 | Меdalhas |
| --------------------------- | --------------------------- | - | -- | -- | -- | -- | -- | -- | -- | -- | -- | -------- |
| Cerimônias                  | Cerimônias                  | ● |    |    |    |    |    |    |    |    | ●  |          |
| Biatlo                      | Biatlo                      |   | 6  |    |    | 6  |    |    | 6  |    |    | 18       |
| Curling em cadeira de rodas | Curling em cadeira de rodas |   |    |    |    |    |    |    |    | 1  |    | 1        |
| Esqui alpino                | Esqui alpino                |   | 6  | 6  |    | 6  | 6  |    |    | 3  | 3  | 30       |
| Esqui cross-country         | Esqui cross-country         |   |    | 2  | 4  |    | 6  |    |    | 6  | 2  | 20       |
| Hóquei sobre trenó          | Hóquei sobre trenó          |   |    |    |    |    |    |    |    |    | 1  | 1        |
| Snowboard                   | Snowboard                   |   |    |    | 5  |    |    |    | 5  |    |    | 10       |
| Меdalhas                    | Меdalhas                    |   | 12 | 8  | 9  | 12 | 12 | 0  | 11 | 10 | 6  | 80       |
| Маrço                       | Маrço                       | 9 | 10 | 11 | 12 | 13 | 14 | 15 | 16 | 17 | 18 |          |

## Comitês Paralímpicos Nacionais Participantes
| Comitês Paralímpicos Nacionais Participantes |
| --- |
| - GER Alemanha (20) - AND Andorra (1) - ARG Argentina (2) - ARM Armênia (1) - NPA Atletas Paralímpicos Neutros (29) - AUS Austrália (12) - AUT Áustria (13) - BLR Bielorrússia (14) - BEL Bélgica (2) - BIH Bósnia e Herzegovina (1) - BRA Brasil (3) - BUL Bulgária (1) - CAN Canadá (52) - KAZ Cazaquistão (6) - CHI Chile (4) - CHN China (26) - PRK Coreia do Norte (2) - KOR Coreia do Sul (36) (sede) - CRO Croácia (7) - DEN Dinamarca (1) - SVK Eslováquia (11) - SLO Eslovênia (1) - ESP Espanha (3) - USA Estados Unidos (68) - FIN Finlândia (13) - FRA França (12) - GEO Geórgia (2) - GBR Grã-Bretanha (14) - GRE Grécia (1) - HUN Hungria (2) - ISL Islândia (1) - IRI Irã (5) - ITA Itália (25) - JPN Japão (38) - MEX México (1) - MGL Mongólia (1) - NED Países Baixos (9) - NZL Nova Zelândia (3) - NOR Noruega (32) - POL Polônia (9) - CZE República Checa (21) - ROU Romênia (1) - SRB Sérvia (1) - SWE Suécia (24) - SUI Suíça (13) - TJK Tajiquistão (1) - TUR Turquia (1) - UKR Ucrânia (20) - UZB Uzbequistão (1) |

Originalmente os atletas russos estariam proibidos de participar do evento devido ao escândalo de doping institucional do governo do país e a posterior suspensão do Comitê Paralímpico Russo (CPR).O que causou a expulsão da delegação russa nos Jogos Paralímpicos de Verão de 2016. A suspensão também serviria para esta edição.Em 9 de março de 2017,faltando um ano para o início dos Jogos,o status do CPR ainda estava sob judice.Em 29 de janeiro de 2018,o IPC anunciou que permitiria a participação de uma delegação russa sob o título de Atletas Paralímpicos Neutros (NPA). A delegação dos atletas neutros foi composta por 30 atletas que competiram em 5 esportes.Durante as cerimônias de abertura e encerramento,os atletas marcharam sob a Bandeira Paralímpica e nas premiações a mesma foi hasteada e em 8 cerimônias de premiação o hino paralímpico foi executado.
Três comitês paralímpicos enviaram suas delegações pela primeira vez para os Jogos Paralímpicos de Inverno : Coreia do Norte,Geórgia e o Tajiquistão. No total,foram 4 delegações a mais do que em Sóchi 2014. Além destes três debutantes,a Hungria que não competiu 4 anos antes,inscreveu uma delegação.O Tajiquistão foi o único país que não inscreveu uma delegação para os Jogos Olímpicos e inscreveu nos Jogos Paralímpicos.

## Medalhas
Para ver o quadro completo, veja Quadro de medalhas dos Jogos Paralímpicos de Inverno de 2018.
     País sede destacado.
| Ordem | País                             | Medalha de ouro | Medalha de prata | Medalha de bronze |    |
| ----- | -------------------------------- | --------------- | ---------------- | ----------------- | -- |
| 1     | USA Estados Unidos               | 13              | 15               | 8                 | 32 |
| 2     | NPA Atletas Paralímpicos Neutros | 8               | 10               | 6                 | 24 |
| 3     | CAN Canadá                       | 8               | 4                | 16                | 28 |
| 4     | FRA França                       | 7               | 8                | 5                 | 20 |
| 5     | GER Alemanha                     | 7               | 8                | 4                 | 19 |
| 6     | UKR Ucrânia                      | 7               | 7                | 8                 | 22 |
| 7     | SVK Eslováquia                   | 6               | 4                | 1                 | 11 |
| 8     | BLR Bielorrússia                 | 4               | 4                | 4                 | 12 |
| 9     | JPN Japão                        | 3               | 4                | 3                 | 10 |
| 10    | NED Países Baixos                | 3               | 3                | 1                 | 7  |
| 16    | KOR Coreia do Sul                | 1               |                  | 2                 | 3  |

## Revezamento da Tocha
Segundo o estipulado no contrato da cidade sede,o revezamento da tocha paralímpica é menor do que o Revezamento da Tocha Olímpica. Ele foi iniciado no dia 02 de março e irá terminar na noite do dia 9 de março. O revezamento da tocha paralímpica durará 8 dias e o seu conceito foi baseado no potencial ilimitado (∞) da humanidade.
O modelo da tocha paralímpica é o mesmo da tocha olímpica,com pequenas modificações.Ela tem 700 mm, representando a altitude de PyeongChang, que fica a 700 m acima do nível do mar, e a elegante curva do design foi inspirada na tradicional porcelana branca da Coreia. A tocha é branca, representando os dois grandes eventos do esporte de inverno. Ela também foi projetado para suportar o clima de inverno gelado da Coreia do Sul, com a chama capaz de manter a queima mesmo em condições de ventos fortes e neve pesada.Algumas alterações na tocha foram realizadas como a substituição da cor amarela (olímpica) para o laranja (paralímpica) e a adição de inscrições em braile dos quatro valores paralímpicos - coragem, determinação, inspiração e igualdade - e o slogan para PyeongChang 2018, "Paixão. Conectada ",que estão em coreano e em inglês.O conceito do revezamento da tocha paralímpica era o de que o espírito paralímpico é cria infinitas possibilidades e resultados.E este espírito é refletido pelo símbolo do infinito (∞) na forma do número '8' ao longo da jornada.
A chama dos Jogos Paralímpicos de Inverno 2018 foi acesa ao anoitecer do dia 2 de março em cinco cidades da Coreia,representando as 5 regiões históricas da Coreia: a ilha de Jeju, Anyang, Nonsan, Gochang e Cheongdo. O fator de escolha das mesmas foi elaborado pelo Instituto de Pessoas com Deficiência da Coreia (KoDDI) por fornecem acesso conveniente a instalações e serviços de turismo para pessoas com deficiência e serem certificadas como cidades sem barreiras.Três chamas especiais foram fundidas com as cinco chamas - a primeira,chamada de "chama do legado" que simboliza o espírito do Movimento Paralímpico,que foi acesa no dia 02 de março em Stoke Mandeville,na Grã-Bretanha,aonde os Jogos nasceram.A segunda chama foi a chama paralímpica que ardeu nos Jogos Paralímpicos de Verão de 1988 e permanece acesa no Parque Olímpico de Seul. Para o movimento paralímpico esta chama é emblemática,pois foi ela que foi usada durante o primeiro revezamento do fogo paralímpico da história e a terceira e última a chama virtual,que continha as mensagens animadoras de pessoas ao redor do mundo.Em uma cerimônia chamada de "Centro do Brilho", as oito chamas foram fundidas na noite do dia 3 de março de 2018,em Seul, se tornaram uma, em um momento em que se passou uma mensagem animadora para pessoas do mundo inteiro.O revezamento foi conduzido por 400 duplas,totalizando 800 portadores,que correram uma média de 80 km por 8 dias até a sua chegada ao Estádio Olímpico de PyeongChang na noite do dia 9 de março ao final da cerimônia de abertura.Um fato especial desse revezamento que cada perna foi realizada por uma dupla,simbolizando o companheirismo e os desafios coletivos que os sonhos propiciam e também que eles podem envolver a todos.Somado a isso,também o significado de que o mundo em que vivemos é conectado e as pessoas são feitas para conviver.

## Infraestruturas
Da mesma forma que os Jogos Olímpicos,os locais de competição dos Jogos Paralímpicos serão organizados entre 2 zonas, a principal, que ficará nas montanhas,aonde o resort de Alpensia está localizado,juntamente com o Centro Alpino de Jeongseon. Os eventos de gelo serão realizados na cidade de Gangneung
As cerimônias de abertura e encerramento foram no Estádio Olímpico de PyeongChang.Este estádio era provisório e cobriu uma área de 80,000m2 na vila de Hoenggye.A sua capacidade é de 35 mil pessoas e teve o custo de ₩86 bilhões (US$ 78 milhões).O Estádio foi a última infraestrutura pronta e ficou pronto em setembro de 2017,a tempo dos ensaios para as cerimônias de abertura.No mesmo terreno,serão construídos um museu,um mercado tradicional coreano e outras atrações que farão parte do legado dos jogos.

### Cluster das Montanhas
- Estádio Olímpico de PyeongChang (35 000 espectadores) – Cerimônias de Abertura e Encerramento ;[26]
- Resort de Alpensia – Biatlo e Esqui Cross-Country[27]
- Vila Paralímpica Principal

#### Local Isolado
- Centro Alpino de Jeongseon  – Esqui Alpino e Snowboarding[28]

### Cluster da Costa[27]
- Centro de Curling de Gangneung – Curling em Cadeira de Rodas
- Centro de Hóquei de Gangneung – Hóquei sobre Trenó